# Ottoia
Ottoia – rodzaj kambryjskiego niezmogowca, którego skamieniałości odnaleziono w łupkach z Burgess. Osiągając około 8 cm długości był to jeden z większych przedstawicieli fauny łupków z Burgess. Ottoia prowadziła przydenny tryb życia – ryła w podłożu rowki w kształcie litery U, w których przebywała. Była drapieżnikiem – jej ofiarą często padały hiolity z rodzaju Haplophrentis, które pochłaniała przeważnie od głowy. U co najmniej jednego okazu Ottoia prolifica odnaleziono szczątki innego osobnika tego gatunku, co sugeruje, że Ottoia była kanibalem. Drapieżnictwo i kanibalizm występują pospolicie również u współczesnych niezmogowców.
Nazwa Ottoia honoruje Otto Creeka, zaś epitet gatunkowy gatunku typowego, prolifica, oznacza „płodny”.

## Paleoekologia
Najlepiej zachowane i najliczniejsze skamieniałości Ottoia pochodzą ze środkowokambryjskich osadów łupków z Burgess, gdzie należą one do najpospolitszych. Stanowisko to jest istotne ze względu na liczbę oraz stan zachowania skamieniałości. W większości rodzajów fosylizacji ciało martwego organizmu osiadało na dnie jeziora lub rzeki i powoli pokrywane było osadami. Na terenach formacji łupków z Burgess prądy wodne niekiedy sprawiały, że osady tworzyły lawiny błotne grzebiące znajdujące się na ich trasie zwierzęta. Organizmy ginęły natychmiast, wtedy też w beztlenowym środowisku rozpoczynał się proces fosylizacji.
W skamieniałościach pochodzących z łupków z Burgess częste są szkielety zewnętrzne oraz kończyny, w niektórych zachowują się również mięśnie i zawartość żołądków. Narządy wewnętrzne są szczególnie dobrze zachowane u Ottoia. Tkanki miękkie nie zachowały się jednak u licznych zwierząt, takich jak Scenella, Lingulella, czy Diraphora. Również w przypadku trylobitów jedynie egzoszkielet uległ fosylizacji. Szczątki stawonoga Canadaspis odnajdowane są w klastrach. Wiele skamieniałości z łupków z Burgess wykazuje charakterystyczne ciemne plamy. Dowodzi to występowania w kambrze organizmów o miękkich ciałach – po śmierci takiego organizmu węgiel radioaktywny znajdujący się w tkankach miękkich ulegał przekształcał się w warstwę krzemianów, tworząc plamę na skale.
Do najpospolitszych skamieniałości w łupkach z Burgess należą glony, w szczególności Morania confluens. W jej pobliżu nie odnaleziono skamieniałości innych glonów i niewiele zwierząt, takich jak Burgessochaeta oraz rzadkie osobniki Burgessa i Marrella. Inna znaleziona tam alga to Marpolia spissa – ze względu na delikatniejszą budowę jest ona znacznie rzadsza niż Morania. W pobliżu skamieniałości marpolii odnaleziono szczątki zwierząt z rodzajów Eldonia i Wiwaxia. W bliskości wielu skamieniałych zwierząt nie odnaleziono pozostałości tych alg, co sugeruje heterogeniczność środowiska. Według innej hipotezy glony te mogły żyć na różnych wysokościach. Największym zwierzęciem i dominującym drapieżnikiem tamtejszych ekosystemów była Anomalocaris – skamieniałości sugerują, że żywiła się ona m.in. trylobitami.